# Hoover-Sound
Ein Hoover-Sound (auch Hoover, engl. für Staubsauger) ist ein inzwischen klassischer Synthesizerklang, der vielfach in der elektronischen Tanzmusik verwendet wird.
Der Hooverklang wird durch mehrere gleichzeitig erklingende Oszillatoren erzeugt, die mit mindestens einer Oktave Unterschied gestimmt sind, einer starken LFO-gesteuerten Pulsdauermodulation (PDM) unterzogen werden und mit einem sehr dichten Chorus-Effekt versehen werden. Gewöhnlich enthält der Klang noch einen beigemischten Rauschanteil. Aufgrund der hohen LFO-Frequenzen der Pulsbreitenmodulation klingt dieser Klang sehr quirlig.
Der Hoover-Sound wurde von Eric Persing für die 1985 vorgestellte Roland Alpha Juno Serie entworfen, wobei der entsprechende Werkssound (B86) What the hieß. Demzufolge wurde der Klang ursprünglich mit einem Roland Alpha Juni-1, Juno-2 oder dem (1986 vorgestellten Soundmodul der Alphaserie) MKS-50 erzeugt. Die zunächst verwendeten Hoover-Sounds wurden mit diesen Synthesizer erzeugt, da diese als (damalige) Besonderheit über eine PDM für Sägezahnwellen verfügten.
Aktuelle Hoover-Sounds benutzen dagegen oft Samples eines Alpha Juno und kompensieren die Starrheit des Klangs mittels der Granularsynthese.
Bekannt wurde der Hoover-Sound durch den Techno-Track Mentasm von Second Phase (Joey Beltram & Mundo Muzique) sowie Beltrams Remix des Tracks Dominator von Human Resource (beide Tracks erschienen 1991). Daraufhin wurde der Hoover-Sound in einigen Tracks der verschiedensten Musikrichtungen der elektronischen Tanzmusik wie zum Beispiel Hard Trance, Hardcore Techno, Hard House/Nu NRG, Hardstyle und Aggrotech verwendet.
Eric Persing berichtete 2016 in einen Interview, dass er – nachdem er von Roland beauftragt worden war, für die JV-Serie weitere Versionen eines Hoover-Sounds zu erstellen – sich zunächst informieren musste, was ein Hoover-Sound ist, nur um festzustellen, dass er diesen Sound einige Jahre zuvor selbst erfunden, aber anders benannt hatte.

## Beispiele
In folgenden Musiktiteln ist der Hoover-Sound deutlich, oder auch mit Zusatzeffekten variiert, wahrzunehmen:
- Mundo Muzique – Unbetitelter A1-Track der Mundo EP (1991)
- Second Phase – Mentasm (1991)
- The Prodigy – Charly (Alley Cat Mix) (1991)
- Plexus – Cactus Rhythm (1991)
- Ultra-Sonic – Annihilating Rhythm (1993)
- Goldie – Terminator (1993)
- Commander Tom – Are Am Eye? (1995)
- Sons Of Ilsa – Pulsinger's Nacht (1995)
- x-Rx – Fuck This Shit (2007)
- The Bloody Beetroots – Warp 1.9 (2009)
- Lady Gaga – Bad Romance (2009)
- Combichrist – MonsterMurderKill (2010)
- Gesaffelstein – Belgium (2011)
- Rihanna – Phresh Out the Runway (2011)[11]

## Referenzen
1. 1 2  Jonas Saur: The history of the Roland Alpha Juno, rave hoover sound and techno stabs. Abgerufen am 17. Dezember 2023 (deutsch).
2. ↑  Mark Vail: The Synthesizer: A Comprehensive Guide to Understanding, Programming, Playing, and Recording the Ultimate Electronic Music Instrument. Oxford University Press, New York 2014, ISBN 978-0-19-539481-8, S. 322 (englisch).
3. ↑  Alex Ball: Alpha Juno-2: That Hoover Synth! In: www.youtube.com. 24. Februar 2022, abgerufen am 19. November 2023 (englisch).
4. ↑  Paolo Di Nicolantonio: Roland Alpha Juno-2 – SynthMania. Abgerufen am 17. Dezember 2023 (amerikanisches Englisch).
5. ↑  MKS-50. In: www.rolandmuseum.de. Abgerufen am 17. Dezember 2023.
6. ↑  Alpha Juno-2 Owners Manual. (PDF) Roland, 1985, S. 21, abgerufen am 23. Juni 2022 (englisch).
7. ↑  Reverse-engineering the rave hoover :: mcld.co.uk blog. 13. Juni 2009, abgerufen am 17. April 2022 (englisch).
8. ↑  Simon Reynolds: Generation ecstasy : into the world of techno and rave culture. Boston : Little, Brown, 1998, ISBN 978-0-316-74111-8 (archive.org [abgerufen am 17. April 2022]).
9. ↑  Sonic TALK Special - Eric Persing Spectrasonics. Abgerufen am 13. Dezember 2023 (deutsch).
10. ↑  Vulture Culture: ALPHA JUNO 2 - Is this the best or worst synth Roland ever made? Analog Poly from 1985. In: www.youtube.com. 16. April 2021, abgerufen am 19. November 2023 (englisch).
11. ↑  “Unapologetic” – Rihanna - : Musicriot. Ehemals im Original (nicht mehr online verfügbar); abgerufen am 19. November 2023 (englisch). (Seite nicht mehr abrufbar. Suche in Webarchiven)